# Mjölkantlav
Mjölkantlav (Lecanora expallens) är en lavart som beskrevs av Ach. Mjölkantlav ingår i släktet Lecanora och familjen Lecanoraceae.  Arten är reproducerande i Sverige. Inga underarter finns listade i Catalogue of Life.

## Källor

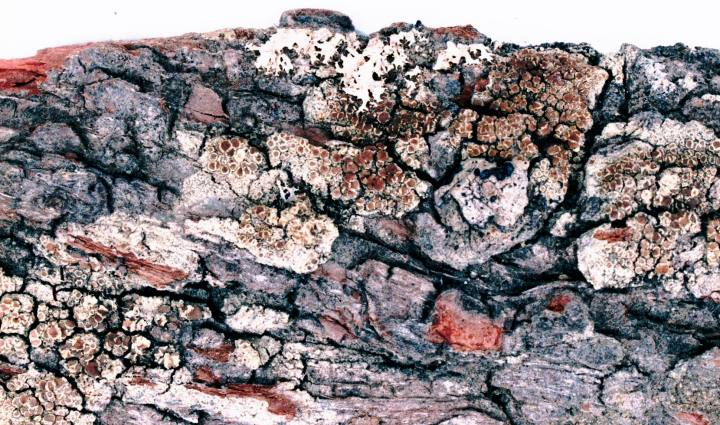
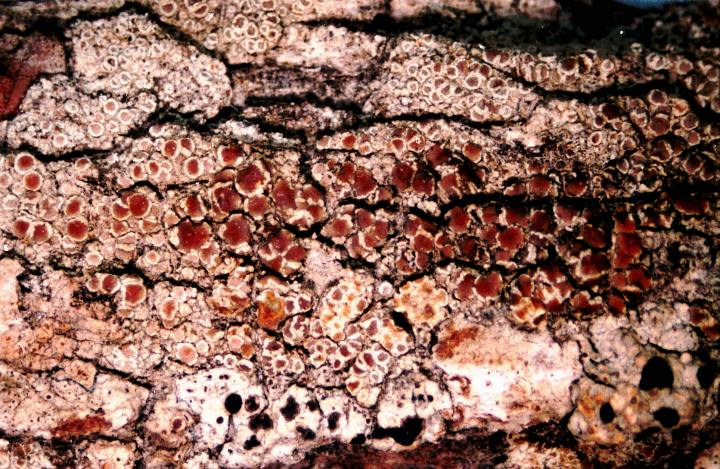
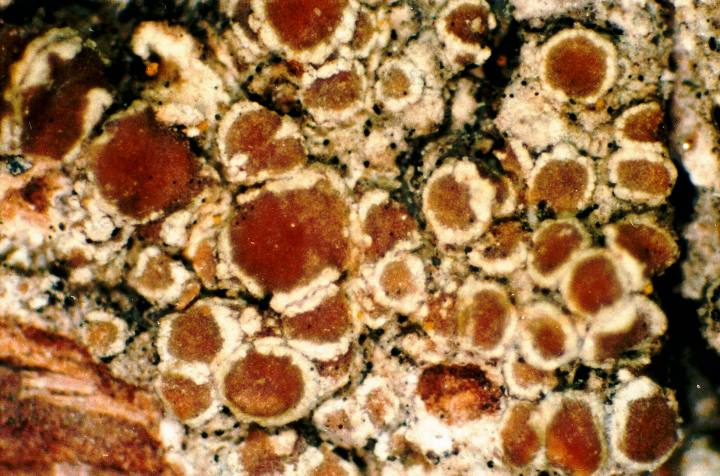
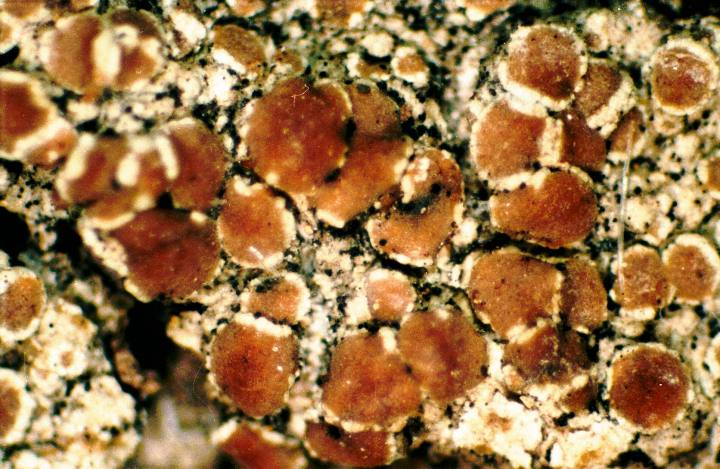
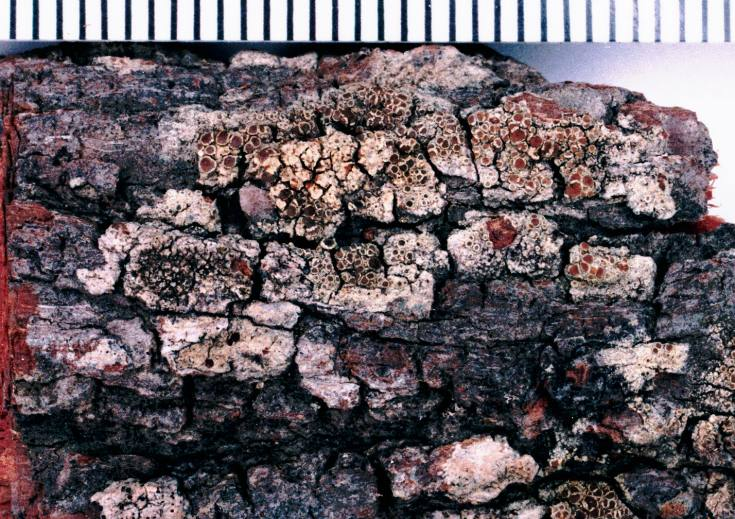